# Круглый Куст
Кру́глый Куст — посёлок в Сергиевском районе Самарской области. Входит в состав сельского поселения Кутузовский.

## География
Посёлок находится на расстоянии примерно 29 км (по прямой) к северу от села Сергиевск, административного центра района.

## Население
| 2008 | 2010 |
| ---- | ---- |
| 2    | ↘0   |

### Национальный состав
Согласно результатам переписи 2002 года, в национальной структуре населения русские составляли 66 % из 6 чел.